# Smooth Night
Smooth Night – debiutancki smoothjazzowy album saksofonisty, Marcina Nowakowskiego, wyprodukowany przez Marcina i Wojtka Olszaka. Wydany w 2005 przez Smooth Jazz Records.
Album uzyskał status złotej płyty.

## Lista utworów
1. „You Are the Sun”
2. „Live to Tell”
3. „1981”
4. „First Time”
5. „Smooth Night”
6. „Road No.1”
7. „Body Talk”
8. „Please Stay”
9. „Morning Dance”
10. „With You Again”
11. „Evening Sky”
12. „Opposites Attract”

## Wykonawcy
(Źródło:)
- Marcin Nowakowski – saksofony, flet, EWI
- Wojciech Olszak – instrumenty klawiszowe, realizacja nagrań, miks, produkcja muzyczna
- Wojciech Pilichowski – gitara basowa
- Michał Grymuza – gitara
- Marek Raduli – gitara
- Paul Jackson Jr. – gitara
- Michał Dąbrówka – perkusja
- Ania Szarmach – chórki
- Kuba Molęda – chórki
- Krystyna Grygorcewicz – chórki
- Mario Szaban – chórki
- Patrycja Gola – chórki
- Agnieszka Hekiert – chórki
- Sebastian Piekarek – chórki
- Maciej Molęda – chórki
- Funky Filon – scratche
- Kamila Grott – obój
- Marta Grott – skrzypce
- Marta Ziarko – wiolonczela